# Paolo Mangelli Orsi
Paolo Mangelli Orsi (Forlì, 30 ottobre 1762 – Roma, 4 marzo 1846) è stato un cardinale italiano.

## Biografia
Della nobile famiglia degli Orsi Mangelli, nacque a Forlì il 30 ottobre 1762.
Nel 1804 sposò la contessa Elisabetta Valmarana e dal matrimonio nacquero otto figli. Dopo la morte della moglie, avvenuta nel 1817, il conte Paolo si dedicò alla carriera ecclesiastica, fino ad essere nominato cardinale dell'ordine dei diaconi nel concistoro del 27 gennaio 1843 da papa Gregorio XVI.
Morì il 4 marzo 1846 all'età di 83 anni.